# Africa Movie Academy Award du meilleur film dans une langue africaine
Africa Movie Academy Award du meilleur film dans une langue africaine est un mérite annuel décerné par l'Africa Film Academy pour récompenser le meilleur film africain dans une langue autochtone.
Il a d'abord été récompensé lors de la première édition en tant que meilleur film autochtone. Cependant, il a été renommé Meilleur film dans une langue africaine de la 5e à la 9e édition.
Depuis la 10ème édition, il a été utilisé pour immortaliser Ousmane Sembène et par conséquent renommé Sembene Ousmane Awards du meilleur film en langue africaine.
| Meilleur film en langue africaine | Meilleur film en langue africaine         | Meilleur film en langue africaine | Meilleur film en langue africaine | Meilleur film en langue africaine |
| Année                             | Film                                      | Language                          | Directeur                         | Resultat                          |
| --------------------------------- | ----------------------------------------- | --------------------------------- | --------------------------------- | --------------------------------- |
| 2005                              | Ori                                       |                                   |                                   | Lauréat                           |
| 2006                              | Izza                                      |                                   |                                   | Lauréat                           |
| 2006                              | Mama Dearest                              |                                   |                                   | Nomination                        |
| 2006                              | Agbara Oderest                            |                                   |                                   | Nomination                        |
| 2006                              | Mfana Mbagha                              |                                   |                                   | Nomination                        |
| 2007                              | Irapada                                   | Yoruba                            | Kunle Afolayan                    | Lauréat                           |
| 2007                              | Apesin                                    | Yoruba                            | Muyiwa Ademola                    | Nomination                        |
| 2007                              | Abeni                                     | Yoruba                            | Tunde Kelani                      | Nomination                        |
| 2007                              | Iwalewa                                   |                                   |                                   | Nomination                        |
| 2008                              | Iranse Aje                                |                                   |                                   | Lauréat                           |
| 2008                              | Ipa                                       |                                   |                                   | Nomination                        |
| 2008                              | Hafsat                                    |                                   |                                   | Nomination                        |
| 2008                              | Onitemi                                   |                                   |                                   | Nomination                        |
| 2008                              | Tabou                                     |                                   |                                   | Nomination                        |
| 2009                              | Gugu and Andile                           | Zulu & Xhosa                      | Minky Schlesinger                 | Lauréat                           |
| 2009                              | Arugba                                    | Yoruba                            | Tunde Kelani                      | Nomination                        |
| 2009                              | Mah Sa-Sah                                | Cameroonian languages             | Daniel Kamwa                      | Nomination                        |
| 2009                              | Uyai                                      | Ibibio                            | Emem Isong                        | Nomination                        |
| 2009                              | Apaadi                                    | Yoruba                            |                                   | Nomination                        |
| 2010                              | Imani                                     |                                   |                                   | Lauréat                           |
| 2010                              | Omo Iya Kan                               |                                   |                                   | Nomination                        |
| 2010                              | Aldeweden                                 |                                   |                                   | Nomination                        |
| 2010                              | Togetherness Supreme                      |                                   |                                   | Nomination                        |
| 2010                              | Game of my Life                           |                                   |                                   | Nomination                        |
| 2011                              | Izulu lami                                | Zulu                              | Madoda Ncayiyana                  | Lauréat                           |
| 2011                              | Aramotu                                   | Yoruba                            | Niji Akanni                       | Nomination                        |
| 2011                              | Soul Boy                                  | Swahili                           | Hawa Essuman                      | Nomination                        |
| 2011                              | Suwi                                      |                                   | Musola Catherine Kaseketi         | Nomination                        |
| 2011                              | Fishing The Little Stone                  |                                   | Kaz Kasozi                        | Nomination                        |
| 2012                              | State of Violence                         | Zulu                              | Khalo Matabane                    | Lauréat                           |
| 2012                              | Chumo                                     |                                   |                                   | Nomination                        |
| 2012                              | Family on Fire                            |                                   |                                   | Nomination                        |
| 2012                              | Otelo Burning                             | Zulu                              | Sara Bletcher                     | Nomination                        |
| 2012                              | Asoni                                     |                                   |                                   | Nomination                        |
| 2013                              | Moi Zaphira                               |                                   |                                   | Lauréat                           |
| 2013                              | Elelwani                                  | Venda                             | Ntshavheni Wa Luruli              | Nomination                        |
| 2013                              | The Last Fishing Boat                     |                                   | Shemu Joyah                       | Nomination                        |
| 2013                              | Nairobi Half Life                         | Swahili Sheng                     | David 'Tosh' Gitonga              | Nomination                        |
| 2013                              | Blood and Henna                           | Hausa                             | Kenneth Gyang                     | Nomination                        |
| 2013                              | Sherifa                                   |                                   |                                   | Nomination                        |
| 2013                              | Kokomma                                   | Ibibio                            | Tom Robson                        | Nomination                        |
| 2014                              | B for Boy                                 | Igbo                              | Chika Anadu                       | Lauréat                           |
| 2014                              | The Forgotten Kingdom                     | Southern Sotho                    | Andrew Mudge                      | Nomination                        |
| 2014                              | Omo Elemosho                              | Yoruba                            | Bayo Tijani                       | Nomination                        |
| 2014                              | Onye Ozi                                  | Igbo                              | Obi Emelonye                      | Nomination                        |
| 2014                              | Ni Sisi                                   | Swahili                           | Nick Reding                       | Nomination                        |
| 2015                              | Timbuktu                                  | Tamasheq Bambara                  | Abderrahmane Sissako              | Lauréat                           |
| 2015                              | Triangle Going To America                 | Amharic                           | Theodros Teshome Kebede           | Nomination                        |
| 2015                              | Chetanna                                  | Igbo                              | Ikechukwu Onyeka                  | Nomination                        |
| 2015                              | Juliet And Romeo                          |                                   |                                   | Nomination                        |
| 2015                              | iNumber Number                            | Zulu                              |                                   | Nomination                        |
| 2016                              | Missing God                               | Igbo                              | Ubaka Joseph Ugochukwu            | Lauréat                           |
| 2016                              | Bala Bala Sese                            | Luganda                           | Lukyamuzi Bashir                  | Nomination                        |
| 2016                              | Brotherhood Eye                           |                                   |                                   | Nomination                        |
| 2016                              | Cursed Treasure                           |                                   |                                   | Nomination                        |
| 2016                              | Wako                                      |                                   |                                   | Nomination                        |
| 2016                              | Daggers of Life (Agbe Fe Akumehewo)       |                                   |                                   | Nomination                        |
| 2017                              | Félicité                                  | Lingala                           | Alain Gomis                       | Lauréat                           |
| 2017                              | Logun Ofe                                 | Yoruba                            |                                   | Nomination                        |
| 2017                              | Call Me Thief                             | Afrikaans                         | Daryne Joshua                     | Nomination                        |
| 2017                              | Vaya                                      | Zulu                              | Akin Omotoso                      | Nomination                        |
| 2018                              | Five Fingers for Marseilles               | Xhosa, Sesotho                    | Michael Matthews                  | Lauréat                           |
| 2018                              | Mansoor                                   | Hausa                             | Ali Nuhu                          | Nomination                        |
| 2018                              | Icheke Oku                                | Igbo                              | Emeka Amakeze                     | Nomination                        |
| 2018                              | Agwaetiti Obiuto                          | Igbo                              | Onyeka Nwelue                     | Nomination                        |
| 2018                              | Nyasaland                                 |                                   | Joyce Mhango-Chavula              | Nomination                        |
| 2018                              | Tunu                                      | Swahili                           | Jordan Riber                      | Nomination                        |
| 2019                              | Rafiki                                    | Swahili                           | Wanuri Kahiu                      | Lauréat                           |
| 2019                              | Make Room                                 | Hausa                             | Robert Peters                     | Nomination                        |
| 2019                              | Mabata Bata                               | Tsonga                            | Sol de Carvalho                   | Nomination                        |
| 2019                              | Bahasha                                   | Swahili                           | Jordan Riber                      | Nomination                        |
| 2019                              | Azali                                     | Dagbani, Akan                     | Kwabena Gyansah                   | Nomination                        |
| 2020                              | The Milkmaid                              | Hausa                             | Desmond Ovbiagele                 | Lauréat                           |
| 2020                              | Knuckle City                              | Xhosa                             | Jahmil X.T. Qubeka                | Nomination                        |
| 2020                              | This Is Not a Burial, It's a Resurrection | Sotho                             | Lemohang Jeremiah Mosese          | Nomination                        |
| 2020                              | Fiela’s Child                             | Afrikaans                         | Brett Michael Innes               | Nomination                        |
| 2020                              | The White Line                            | Afrikaans                         | Desiree Kahikopo-Meiffret         | Nomination                        |
| 2021                              | The Gravedigger’s Wife                    |                                   | Khadar Ahmed                      | Lauréat                           |
| 2021                              | Bangarang                                 | Swahili                           | Robin Odongo                      | Nomination                        |
| 2021                              | Ayinla                                    | Yoruba                            | Tunde Kelani                      | Nomination                        |
| 2021                              | Hotel on the Koppies                      |                                   | Charlie Vundler                   | Nomination                        |
| 2021                              | Nyara                                     |                                   | Ram Ally Kasongo                  | Nomination                        |
| 2021                              | Stain                                     |                                   | Morris Mugisha                    | Nomination                        |